# Брітт Ассомбалонга
Брітт Ассомбалонга (фр. Britt Assombalonga, нар. 6 грудня 1992, Кіншаса) — конголезький футболіст, нападник турецького клубу «Антальяспор», а також національної збірної Демократичної Республіки Конго.

## Клубна кар'єра
Народився 6 грудня 1992 року в місті Кіншаса в сім'ї колишнього футболіста збірної Заїру Федора Ассомбалонги, проте вже у віці 8 місяців перебрався з батьками до Лондона. Вихованець футбольної школи клубу «Вотфорд». У 2011 році він підписав свій перший професійний контракт із головною командою клубу, втім відразу в основний склад не потрапив, і протягом півтора року грав у оренді в клубах нижчих дивізіонів «Велдстон» і «Брейнтрі Таун». У 2012 році повернувся до «Вотфорда», цього разу взявши участь у 4 матчах чемпіонату.
18 серпня 2012 року Бріт Ассомбалонга уклав місячну орендну угоду з клубом Другої футбольної ліги «Саутенд Юнайтед», пізніше ця угода була продовжена до кінця сезону. 31 липня 2013 року Ассомбалонга підписав повноцінний контракт із клубом Першої футбольної ліги «Пітерборо Юнайтед». У складі команди він став володарем Трофею Футбольної ліги, відзначившись забитим м'ячем у фінальному матчі з клубом «Честерфілд».
6 серпня 2014 року Бріт Ассомбалонга став гравцем клубу Чемпіоншипу «Ноттінгем Форест». Щоправда, за півроку футболіст отримав важку травму коліна, та вибув з гри більш чим на рік. Після повернення на поле Ассомбалонга став одним із головних бомбардирів клубу, відзначившись у 65 проведених матчах 30 забитими м'ячами.
17 липня 2017 року футболіст став гравцем клубу «Мідлсбро», причому контракт Ассомбалонги став рекордним для клубу, та обійшовся команді у 15 мільйонів фунтів стерлінгів. У складі клубу з Мідлсбро грав до 2021 року, зігравши 152 матчі в національному чемпіонаті, в яких відзначився 45 забитими м'ячами. У 2021 році конголезький нападник перейшов до турецького клубу «Адана Демірспор», у якому грав до початку 2023 року. З 2023 року Ассомбалонга знову грає в складі англійського клубу, щоправда новим його клубом став «Вотфорд».

## Виступи за збірну
Бріт Ассомбалонга має подвійне громадянство Великої Британії та ДР Конго, проте вперше отримав запрошення до збірної Демократичної Республіки Конго ще в 2015 році, втім тоді не увійшов до складу збірної, яка готувалась до Кубку африканських націй 2015 року. У 2018 році дебютував у складі збірної у товариському матчі зі збірною Танзанії. У складі збірної був учасником Кубка африканських націй 2019 року в Єгипті.
| Дата      | Місто        | Господарі  | Результат               | Гості        | Турнір                                     | Голи | Примітки |
| --------- | ------------ | ---------- | ----------------------- | ------------ | ------------------------------------------ | ---- | -------- |
| 27-3-2018 | Дар-ес-Салам | Танзанія   | 2 – 0                   | ДР Конго     | товариський матч                           | -    | 64'      |
| 9-9-2018  | Монровія     | Ліберія    | 1 – 1                   | ДР Конго     | Відбір до Кубка африканських націй 2019    | -    | 73'      |
| 9-6-2019  | Марбелья     | ДР Конго   | 0 – 0                   | Буркіна-Фасо | товариський матч                           | -    | 63'      |
| 15-6-2019 | Мадрид       | ДР Конго   | 1 – 1                   | Кенія        | товариський матч                           | -    | 73'      |
| 22-6-2019 | Каїр         | ДР Конго   | 0 – 2                   | Уганда       | Кубок африканських націй 2019 - 1-й етап   | -    | 70'      |
| 30-6-2019 | Каїр         | Зімбабве   | 0 – 4                   | ДР Конго     | Кубок африканських націй 2019 - 1-й етап   | 1    | 46'      |
| 7-7-2019  | Александрія  | Мадагаскар | 2 – 2 д.ч. (4 – 2 п.п.) | ДР Конго     | Кубок африканських націй 2019 - 1/8 фіналу | -    | 90'      |
| 2-9-2021  | Лубумбаші    | ДР Конго   | 1 – 1                   | Танзанія     | Відбір до ЧС 2022                          | -    | 46'      |
| 6-9-2021  | Котону       | Бенін      | 1 – 1                   | ДР Конго     | Відбір до ЧС 2022                          | -    | 58'      |
| Усього    |              | Матчів     | 9                       |              | Голів                                      | 1    |          |